# Opuntia fragilis
Espèce
Classification APG II (2003)
Statut de conservation UICN

 LC  : Préoccupation mineure
Statut CITES
Synonymes
- Cactus fragilis Nutt.
- Opuntia brachyarthra Engelm. & J.M. Bigelow
- O. fragilis (Nutt.) Haw. ssp. brachyarthra (Engelm. & J.M. Bigelow) F.A.C. Weber
- O. fragilis (Nutt.) Haw. var. brachyarthra (Engelm. & J.M. Bigelow) J.M. Coult.
- O. fragilis (Nutt.) Haw. var. denudata Wiegand & Backeb.
- O. fragilis (Nutt.) Haw. var. fragilis

Opuntia fragilis, communément appelé Oponce fragile, est une espèce de cactus indigène de l'Amérique du Nord. 

## Description
L'Oponce fragile est un petit cactus prostré, décombant, atteignant une hauteur maximale de 10 cm. Comme son nom l'indique, les segments de sa tige se détachent facilement. Ceux-ci sont en forme de cylindre bombé et mesurent de 2 à 6 cm de long. Les épines de la tige, au nombre de 3 à 8 par aréole, mesurent entre 8 et 24 mm. 
Les fleurs mesurent de 20 à 26 mm de diamètre. Les tépales sont d'un jaune verdâtre, parfois rouge à la base. Les filets sont blancs ou rouges, tandis que les anthères sont jaunes. Le style est blanc, les lobes du stigmate sont verts. Les fruits sont secs, portant de courtes épines, et contiennent généralement 5 ou 6 graines jaunes.

## Écologie

### Répartition et habitat
On retrouve l'Oponce fragile aux États-Unis, dans plusieurs états de l'ouest du centre, ainsi que dans les provinces canadiennes comprises entre la Colombie-Britannique et l'Ontario. Il s'agit de l'espèce de cactus la plus nordique; on la retrouve jusqu'au 56e parallèle nord Il est possible que la population la plus à l'est, la « population Kaladar », soit génétiquement unique en raison de son isolation géographique. 
O. fragilis pousse dans les milieux arides, dans les sols rocailleux et sablonneux, de 0 à 3000 m d'altitude. Ce cactus tolère un large éventail de conditions climatiques et édaphiques. Certaines populations sont exposées à des extrêmes de températures allant de -50 à 50 °C.

### Reproduction
O. fragilis se reproduit de façon sexuée et asexuée. Dans certaines régions, la reproduction asexué est son unique mode de reproduction. Les segments facilement détachables peuvent être dispersés par géochorie, par hydrochorie et, potentiellement, par zoochorie. Dans les régions où elle fleurit, la floraison a lieu de la fin juin au début juillet.

## Conservation
Aux États-Unis, bien que l'Oponce fragile n'aie pas de statut particulier au niveau fédéral, l'espèce est considérée comme « menacée » ou « en danger » dans les états de l'Illinois, de l'Iowa, du Michigan et du Wisconsin.